# Слипак, Василий Ярославович
Василий Ярославович Слипак (укр. Василь Ярославович Сліпак; 20 декабря 1974, Львов, УССР — 29 июня 2016, Луганское, по другим данным: Логвиново) — украинский оперный певец, участвовал в российско-украинской войне в составе добровольческого украинского корпуса «Правый сектор». Посмертно награждён званием Герой Украины и орденом «Золотая Звезда».

## Биография
Родился Василий во Львове 20 декабря 1974 года в семье Надежды и Ярослава Слипаков. С 1981 по 1991 годы учился во Львовской школе № 46.

### Хоровая капелла «Дударик»
В 1983 году старший брат Орест отвёл его во Львовскую государственную академическую мужскую хоровую капеллу «Дударик», где Василий пел по 1994 год.
Репертуар основывался на произведениях украинских композиторов второй половины XVII — первой половины XVIII века, а именно: концерты Дмитрия Бортнянского, Артемия Веделя, Максима Березовского; колядки в обработке украинских композиторов — Николая Лысенко, Николая Леонтовича, Кирилла Стеценко, Александра Кошица. «Дударик» также исполнял «Stabat Mater» Дж. Перголези, «Carmina Burana» К. Орфа, Реквием В. А. Моцарта, IX Симфонию Л. В. Бетховена, III Симфонию Kaddiss («Каддиш») Л. Бернстайна и другие ораториальные произведения.
Василий Слипак в составе хоровой капеллы выступал в самых престижных концертных залах Украины и мира: Национальная опера Украины имени Тараса Шевченко, Национальная филармония Украины, Национальный дворец искусств «Украина», Карнеги-холл (Нью-Йорк, США, 1990) собор Парижской Богоматери (Франция), Ванкувер Эйр Плейс (Канада, 1990), Варшавская филармония (Польша, 1991, 1992, 1994), Домский собор (Латвия, Рига), а также в Литве, Эстонии (1987, 1991), Беларуси, России, Грузии, Молдове, Венгрии, Словакии (1993, 1994), Австрии (1993), Италии, Ватикане, Бельгии, Голландии, Швейцарии (1993).
«Дударик» записал ряд грампластинок, компакт-кассет и компакт-дисков, а также десятки концертных программ на радио и телевидении. В 1989 году коллективу была присуждена Шевченковская премия.
Капелла «Дударик» принимала участие в совместных концертах с ведущими исполнителями. 19 мая 1985 года по случаю 300-летия со дня рождения И. С. Баха во Львовской областной филармонии состоялся совместный концерт «Дударика» с Людмилой Божко (сопрано), народной артисткой Украины, Натальей Свободой (меццо-сопрано), заслуженной артисткой Украины, Владимиром Игнатенко (тенор), заслуженным артистом Украины.
С Ниной Матвиенко, народной артисткой Украины, были не только совместные выступления, но и звукозаписи для украинского радио.
В рамках VI Всемирного дня молодёжи 20 августа 1991 года в городе Ченстохова (Польша) на концерте капеллы «Дударик» присутствовал папа Иоанн Павел II.

### Студенческие годы
Несмотря на редкий голос (контратенор), во Львовский высший государственный музыкальный институт имени Н. В. Лысенко (ныне — Львовская национальная музыкальная академия имени Николая Лысенко) поступил не сразу. Лишь в 1992 году стал студентом класса сольного пения народной артистки Украины (1979), лауреата Национальной премии Украины имени Тараса Шевченко (1976), профессора Байко Марии Яковлевны, под руководством которой овладел значительным репертуаром из произведений украинских и западноевропейских композиторов. Исполнял партии Алкида из одноимённой оперы Дмитрия Бортнянского и Лебедя в «Кармина Бурана» Карла Орфа. Учась в институте (1992—1996), продолжал концертную деятельность. Исполнял произведения Дж. Каччини, А. Фальконьери, А. Скарлатти, А. Стефани, А. Вивальди, Л. Винчи, А. Страделлы, А. Лотти, В. А. Моцарта, М. Березовского и других композиторов. Выступал в зале музыкально-мемориального музея Соломии Крушельницкой.
Записал камерную кантату Александра Козаренко для контртенора и инструментального ансамбля «Пьеро мертвопетлюе». Первое исполнение состоялось в 1994 году в Львове. Василий Слипак заявил о себе как об исполнителе современной музыки.
1994 старший брат, аспирант мединститута, находясь на конгрессе кардиологов во Франции, познакомился с директором еженедельника «Украинское слово» доктором медицины Ярославом Мусяновичем, который познакомил Ореста с композитором украинского происхождения Марьяном Кузаном. Брат оставил ему кассету с записью Василия. Через месяц В. Слипака пригласили на один из крупнейших музыкальных фестивалей в г. Клермон-Ферране (Франция). К уже готовой программе Василий подготовил ещё «Страсти по Матфею», «Страсти по Иоанну» Баха, кантаты Г. Ф. Генделя. Исполнял на языке оригинала немецкие, французские песни, итальянские арии. На 10 Международном конкурсе оратории и песни «Гран-При France Telecom» (1994) в г. Клермон-Ферране (Франция) был единственным из конкурсантов, кто исполнял песни на родном языке в обработке Л. Ревуцкого и Н.Лысенко. Василий Слипак получил Гран-при конкурса и Гран-при зрительских симпатий.
Успешное выступление на конкурсе, прослушивание у известных специалистов Парижской академии оказались решающими в творческой судьбе молодого певца. Василию предоставили право выступить со своей программой в Париже. Молодой баритон выступил в 1994 году с сольным концертом в Виши Опера (Франция) — концерт состоял из произведений украинской народной музыки.
В рамках Пятого Международного украинского музыкального фестиваля «Киев Мюзик Фест 94» 3 октября 1994 года в зале Дома учёных НАН Украины в сопровождении камерного оркестра «ARCHI» (дирижёр — Игорь Андриевский) исполнял камерную кантату А.Козаренко «Пьеро мертвопетлюе».
В апреле 1995 года в Одессе на сорокавосьмичасовом музыкальном марафоне Первого Международного фестиваля современного искусства «Два дня и две ночи новой музыки» в присутствии президента фестиваля профессора Бернхарда Вульффа, одного из признанных лидеров «новой музыки», проректора Высшей школы музыки во Фрайбурге (Германия), исполнял кантату А.Козаренко «Пьеро мертвопетлюе». Успех повторился, как и во Львове — кантата звучала дважды.
В 1995 году участвовал в V Международном фестивале концертного искусства в г. Жилине (Словакия), где исполнял программу из арий периода барокко в сопровождении клавесина.
Во Львовском зале органной и камерной музыки 8 и 10 декабря 1995 года хор (рук. Ярослав Гнатовский) и оркестр Высшего музыкального института имени Лысенко «Perpetuum Mobile» (музыкальный руководитель и дирижёр — Георгий Павлий) исполнили оперу «Дидона и Эней» Генри Пёрселла. Среди солистов был гость из Великобритании Джордж Ньютон Фитцджеральд в роли Энея. Василий Слипак выделялся среди солистов своей экспрессивной манерой исполнения. Это было первое концертное исполнение (на языке оригинала) в Украине оперы «Дидона и Эней» английского композитора периода барокко. Василий Слипак исполнил арию Юнги.
Певец, кроме родного украинского, свободно владел многими иностранными языками: итальянским, французским, английским, немецким, польским, русским.
В 1995 году исполнял произведения Й. С. Баха, В. А. Моцарта, Й.Гайдна, Дж. Верди, Ж. Бизе, Ж. Оффенбаха, И. Стравинского, М. Мусоргского, А. Бородина, Ю. Гальперина, К. Орфа «Бернауерин».

## Творческая характеристика

### Стиль
Василий Слипак пленил зрителей своеобразным голосом и вокальной культурой. Ему легко удавалось завладеть вниманием аудитории, поразить её, вызвать у неё самую широкую гамму эмоций — удивление, радость, восторг. Он был природный, артистический на сцене.
Василий умел ансамблировать в хоре, но было видно, что он солист. Ему были присущи культура голоса и совершенная сценическая игра, выразительная дикция, свобода орудования «mezza voce», умелое разложение динамических эффектов. Певец по-настоящему увлекался сценическим образом.
Уникальный голос Слипака чрезвычайно гармонично сочетался с его телосложением. Он — высокий, привлекательной внешности, по-французски галантный — все это вызвало адекватную реакцию слушателей.
Школа, культура, техника — это для него было превыше всего. Проявил себя думающим талантливым музыкантом.

### Голос
В «Дударике» пел дискантом и альтом. Четыре последних года (1990—1994) был солистом в капелле.
Василий Слипак имел практику хорового пения, а это высокая вокальная техника, потому что на концертах исполняли произведения Д. Бортнянского, Березовского, В. А. Моцарта. За время обучения в капелле был воспитан и во многом обучен как профессионал.
Николай Кацал, руководитель капеллы, отмечал:

«Его голос я даже боюсь квалифицировать определённым термином, потому что, наверное, такого нет». (1995)

Сохраняясь рядом с меццо-сопрановым тембром, у него, естественно, рос баритон. Василий и разговаривал баритоном, и пел то баритоном, то меццо-сопрано, что является уникальным явлением. Диапазон его голоса — звуковой объём достигает от фа большой октавы до ля второй октавы — позволял исполнять мужские баритоновые партии, а также — высокие сопрановые, что является редким явлением в природе и вокальном искусстве.
В музыкальном институте не знали, как работать с такими возможностями и свойствами голоса, поэтому видели в этом что-то патологическое. Но Леонид Тринос, врач-фониатр, обнаружил у Василия врождённые необычно длинные голосовые складки, чем и объясняется естественная красота и своеобразие его голоса. Обучаясь в музыкальнм институте, в одном лице надо было преодолевать две программы: как контртенора и как баритона. Была опасность потерять природу голоса, поэтому нельзя было браться за науку одновременно по всему диапазону голоса. Педагог профессор Байко Мария Яковлевна ограничилась постепенной стабилизацией голоса. Обучение проводилось под наблюдением врача. В 1994 году немецкая певица Маргарет Шмиль, которая находилась с гастролями во Львове, прослушав Василия, подтвердила его незаурядные вокальные данные и согласилась с той же мыслью правильного развития голоса: сначала в диапазоне контртенора, усиливая постепенно развитие в звучании баритона.
Василий Слипак, имея такой уникальный голос, такой исключительный тембр, филигранно исполнял произведения, в которых сочетаются звучание контртенора и баритона — «Дафенейло» Эрика Сати и «Кармина Бурана» Карла Орфа.
После победы в г. Клермон-Ферране (1994) французский критик сравнивал Василия Слипака с английской звездой Джеймсом Боуманом.
Можно считать, что именно Франция и её меломаны открыли и признали феномен украинского певца, который заявил о своём интересном будущим в искусстве.

«Он дарит исключительное, редкое, неслыханное пение. После первого года обучения Слипак утвердился, как живое вокальное чудо. Многие из профессоров вокала мечтали хоть раз поработать с ним в своём классе. Чрезвычайно одарённый сопранист, обладает тонким, умело безграничным, что просто сводит с ума — вибрато — полным мощной силы, неизвестно как помещающемся в таком молодом певце. Никто, кажется, так не сумел бы. Именно ему публика отдала свой приз». (1994), «La Montagne», Франция)

При возможностях голоса Василия перед ним открылся репертуар барокко, XVII—XVIII веков, потому и редко исполняемый, что требует особого владения пением и специального тембра голоса.
Кантата Александра Козаренко «Пьеро мертвопетлюе» — это новая музыка. По словам певца, её исполнение требует много труда, чтобы было отчетливо слышно и текст. Она атональная, аритмичная, очень редко мелодичная. В основном инструментальная. Поэтому и ценны такие произведения, хотя сложные для исполнения — потому что не вокальные, а музыка, то есть сопровождение, не позволяет четко доносить текст до слушателя.
Педагоги музыкального института, в частности, Стефания Павлишин, профессор, доктор искусствоведения, Александр Козаренко, украинский композитор, пианист, музыковед, считали, что Василию Слипаку, чтобы узнать эстетику и воспитание его необычного голоса, что может звучать в таких высоких регистрах, нужно было узкоспециализированное обучение в школах барокко, ренессанса. Такие центры есть в Англии и Франции.
Его голос относительно интонационной, вокальной культуры — очень гибкий, потому, что он естественный. Он создан украинской природой.

## Участие в вооружённом конфликте на Донбассе

В. Я. Слипак в зоне проведения АТО

Во время политического кризиса на Украине участвовал в акциях украинской общины во Франции. Был волонтёром организации «Fraternité Ukrainienne» («Украинское братство»), оказывая помощь бойцам военизированного объединения Добровольческий украинский корпус националистической организации «Правый сектор» (ДУК ПС). С лета 2015 года непосредственно воевал в составе 7-го отдельного батальона ДУК ПС. Выбрал себе позывной «Мефистофель», хотя в эфире его для краткости чаще называли «Миф». Летом 2015 года принимал участие в боевых действиях против формирований Донецкой народной республики в Песках в районе Донецкого аэропорта. Вернувшись с фронта, продолжил волонтёрскую деятельность, давал благотворительные концерты в Украинском центре в Париже, помогал детям-сиротам.

### Гибель
Летом 2016 года вновь прибыл на Донбасс, где 29 июня 2016 года согласно данным украинской стороны, был убит выстрелом снайпера у посёлка Луганское под Донецком при отражении атаки на позиции ВСУ. По данным ДНР, Слипак погиб при провалившейся атаке «Правого сектора» на позиции сепаратистов у посёлка Логвиново, где был найден бронежилет с его документами, оказавшимися в распоряжении ДНР.
1 июля 2016 года похоронен во Львове на Лычаковском кладбище на поле почётных захоронений № 76.
20 февраля 2017 года указом Президента Украины Василию Слипаку посмертно присвоено звание Героя Украины.

## Творческое наследие

### Основные оперные партии
- Эскамильо, Тореадор / «Кармен» / Жорж Бизе
- Фигаро / «Свадьба Фигаро» / Вольфганг Амадей Моцарт
- Рамфис / «Аида» / Джузеппе Верди
- Борис / «Борис Годунов» / Модест Петрович Мусоргский
- Игорь / «Князь Игорь» / Александр Порфирьевич Бородин
- Князь Гремин / «Евгений Онегин» / Пётр Ильич Чайковский
- Командор, Мазетто, Дон Жуан / «Дон Жуан» / Вольфганг Амадей Моцарт
- Линдорф, Дапертутто, Коппелиус, Миракль / «Сказки Гофмана» / Жак Оффенбах
- Спарафучиле / «Риголетто» / Джузеппе Верди
- Зарастро, Верховный жрец Осириса и Исиды, Оратор посвящённых, Принц Прист / «Волшебная флейта» / Вольфганг Амадей Моцарт
- Рене, король Прованса / «Иоланта» / Пётр Ильич Чайковский
- Коллен, философ, Марсель, художник / «Богема» / Джакомо Пуччини
- Мефистофель / «Фауст» / Шарль Гуно
- Банко / «Макбет» / Джузеппе Верди
- Джованни Прочида / «Сицилийская вечерня» / Джузеппе Верди
- Филипп II, король Испании / «Дон Карлос» / Джузеппе Верди
- Базилио / «Севильский цирюльник» / Джоаккино Россини
- Ральф / «Пертская красавица» / Жорж Бизе
- Граф Родольфо / «Сомнамбула» / Винченцо Беллини
- Дон Альфонсо / «Так поступают все» / Вольфганг Амадей Моцарт
- Демон / «Демон» / Антон Рубинштейн
- Смерть, Громкоговоритель / «Император Атлантиды» / Виктор Ульманн
- Священник, Барсук, Лесник / «Приключения лисички-плутовки» / Леош Яначек

### Дискография

#### Виниловые пластинки (LP)
- 2001 — MC Solaar — Cinquieme As[43]

#### Аудиокассеты
- 1990 — «Песня Дударика»[44]
- 1990 — «Святая Литургия»[45]
- 1992 — «Дударик»[46]

#### Лазерные диски

##### DVD
- 2000 — «Война и мир» Сергея Прокофьева[47]
- 2000 — «Война и мир» Сергея Прокофьева[48]
- 2008 — «Война и мир» Сергея Прокофьева[49]
- 2005 — «Соловей» Игоря Стравинского[50]
- 2011 — «Император Атлантиды» Виктора Ульманна[51]

##### CD
- 1995 — «Дидона и Эней». Опера на 3 действия.[52]
- 1997 — «Лучший Реквием мира»[53]
- 1998 — «Лучший Реквием мира»[54]
- 1999 — «Соловей» Игоря Стравинского[55]
- 2001 — «Соловей» Игоря Стравинского[56]
- 2001 — «Новая музыка Украины — композиторы, произведения, исполнители. Мультимедийная база данных»[57]
- 2001 — MC Solaar — Cinquieme As[58]
- 2001 — MC Solaar — Cinquieme As[59]
- 2010 — «Соловей» Игоря Стравинского[60]
- 2015 — «Император Атлантиды» Виктора Ульманна[61][62]
- 2016 — «Император Атлантиды» Виктора Ульманна[63]

## Медиаархив

### Видеоархив

#### Оперы
| Год      | Партия                  | Опера                           | Примечания |
| -------- | ----------------------- | ------------------------------- | --- |
| 2000 год | Второй немецкий генерал | «Война и мир», Сергей Прокофьев | Франция. Опера Бастилия. Оркестр и хор Оперы Бастилии. Дирижёр — Гари Бертини. Продолжительность: 3.31.17 мин.                                                     |
| 2004 год | Первый японский посол   | «Соловей», Игорь Стравинский    | Франция. Опера Бастилия. Оркестр и хор Оперы Бастилии. Дирижёр — Джеймс Конлон. Продолжительность: 48.09 мин.                                                      |
| 2012 год | Дон Жуан                | «Дон Жуан», В. А. Моцарт        | Это был адаптированный вариант постановки оперы для юного зрителя. Автор — Франсис Николас. Творческая компания «Ниагара» (Франция). Продолжительность: 29.16 мин. |

#### Партии из опер
| Год                 | Партия                                                        | Опера                                                                             | Примечания |
| ------------------- | ------------------------------------------------------------- | --------------------------------------------------------------------------------- | --- |
| сентябрь 2012 года  | Рамфис, верховный жрец                                        | «Аида». Джузеппе Верди.                                                           | В сопровождении симфонического оркестра. Франция. В зале оперы под открытым небом (Париж). Продолжительность: 4.46 мин.                                                                                                  |
| июль 2013 года      | Ескамильо                                                     | «Кармен». Жорж Бизе.                                                              | На Фестивале оперетты — Экс-ле-Бен (Франция). В сопровождении симфонического оркестра, дирижёр Андрей Шевчук. Продолжительность: 6.01 мин.. Запись: Festival de l’opérette d’Aix les Bains. Продолжительность: 5.45 мин. |
| июль 2013 года      | Ескамильо                                                     | «Кармен». Жорж Бизе.                                                              | На Фестивале оперетты — Экс-ле-Бен (Франция). Партию Кармен исполняет Гоша Ковалинская. В сопровождении симфонического оркестра, дирижёр Андрей Шевчук. Продолжительность: 2.05 мин.                                     |
| 7 ноября 2015 года  | Смерть, Громкоговоритель, «Император Атлантиды» Виктор Ульман | В сопровождении симфонического оркестра Оперы Граслина. Дирижёр Ричард Боудгарам. | В оперном театре Граслин г. Нанта (Франция). Продолжительность: 7.46 мин. |
| 2 декабря 2015 года | Тореадор                                                      | «Кармен». Жорж Бизе.                                                              | В театре г. Пюто (Франция). В сопровождении симфонического оркестра Национальной оперы г Русе (Болгария), дирижёр Михаил Тодоров. Продолжительность: 5.22 мин.                                                           |
| 15 января 2016 года | Врач, Барсук «Приключения лисички-плутовки». Леош Яначек.     | В сопровождении симфонического оркестра. Дирижёр Лаурент Куниот.                  | Компания «Arcal» (Франция). На сцене оперного театра г. Безансона (Франция). Продолжительность: 6.45 мин. |

#### Концертное исполнение произведений
| Год                    | Ария, опера                                                                                             | Примечания | |
| ---------------------- | --- | --- | --- |
| апрель 1995 года       | Ариозо Керубино, «Свадьба Фигаро». В. А. Моцарта                                                        | Киев, Национальный дворец искусств «Украина». Телепрограмма «Классик-премьєр». Авторы и ведущие: Татьяна Миленина и Виктор Лифанчук.                                                                                     | Заслуженный академический симфонический оркестр Национальной радиокомпании Украины, дирижёр — Владимир Сиренко. Запись Национальная телекомпания Украины. Продолжительность: 4:02 мин. |
| 8—10 декабря 1995 года | Юнга, «Дидона и Эней». Генри Пёрселл                                                                    | Львов. Первое концертное исполнение (язык оригинала) на Украине оперы английского бароккового композитора. | Акт II, часть I. Камерный оркестр Львовской музыкальной академии «Perpetuum Mobile», музыкальный руководитель и дирижёр — Георгий Павлий, хор студентов ЛДМИ им. Н. Лысенка (руководитель — Ярослав Гнатовский). Зал органной и камерной музыки. Запись Львовской студии радио и телевидения. Продолжительность: 7:25 мин. |
| 8—10 декабря 1995 года | Юнга, «Дидона и Эней». Генри Пёрселл                                                                    | Львов. Первое концертное исполнение (язык оригинала) на Украине оперы английского барочного композитора. | Акт II, часть I. Камерный оркестр Львовской музыкальной академии «Perpetuum Mobile», музыкальный руководитель и дирижёр — Георгий Павлий, хор студентов ЛДМИ им. Н. Лысенка (руководитель — Ярослав Гнатовский). Зал органной и камерной музыки. Запись Львовской студии радио и телевидения. Продолжительность: 7:25 мин. |
| май 2006 года          | «Признание в любви»                                                                                     | Произведения на стихи А. Пушкина, музыка Ю. Гальперина. | В сопровождении автора — Юлия Гальперина. Театр «Аталант». Париж (Франция). |
| 24 августа 2008 года   | «Ой зійшла зоря» (укр.)                                                                                 | (Почаевска дума). Обработка слов — О. Грама, обработка мелодии — Н. Леонтович. | В сопровождении хора «Дударик». Дирижёр Д. Кацал. Львов, проспект Т. Шевченко. Концерт ко Дню независимости Украины. Автор: Орест Слипак. The Wassyl Slipak Foundation |
| 24 июня 2010 года      | Борис Годунов, «Борис Годунов» Модест Мусоргский                                                        | Совместно с Международным оркестром Парижа под руководством Амина Койдера. | ЮНЕСКО, Амфитеатр, Париж. Продолжительность: 15:59 мин. |
| 2010 год               | Алеко, «Алеко». Сергей Рахманинов                                                                       | (Весь табор спит). В сопровождении Наталии Медведевой. | Париж. Продолжительность: 5:56 мин. |
| 10 февраля 2010 года   | Базилио, «Севильский цирюльник». Джоаккино Россини                                                      | В сопровождении симфонического оркестра «Bel’Arte». Дирижёр Ричард Боудгарам. | Париж. Продолжительность: 5:56 мин. |
| 15 октября 2011 года   | Тореадор, «Кармен». Жорж Бизе                                                                           | В сопровождении симфонического оркестра. | С арией Тореадора из оперы «Кармен» получил приз 4-го Международного оперного конкурса Armel «Наилучшее мужское выступление». Сегед (Венгрия). Продолжительность: 5:52 мин. |
| 19 октября 2012 года   | Реквием Дж. Верди                                                                                       | В сопровождении «Accords Libres», ансамбля вокалистов г. Брессюир (Франция) | Ньор (Франция). Продолжительность: 5:36 мин.Ensemble Choral Coream. 05.07.2016The Wassyl Slipak Foundation |
| 9 декабря 2012 года    | Немецкий реквием. И. Брамс                                                                              | В сопровождении Эрика Беауфохера, Флорента Мальгевеля и хора под руководством Филиппа Пеатиера. Часть 3 — Herr, lehre doch mich, dass ein Ende mit mir haben muss («Господи, научи меня…»). Продолжительность: 3:46 мин. | В церкви г. Сен-Гальмье (Франция). |
| 2012 год               | Мефистофель (серенады), «Фауст». Шарль Гуно                                                             | В ЮНЕСКО, Париж (Франция). Совместно с Международным оркестром Парижа под руководством Амина Койдера. | Продолжительность: 2:40 мин. |
| 2012 год               | Мефистофель (куплеты), «Фауст». Шарль Гуно                                                              | В ЮНЕСКО, Париж (Франция). В сопровождении симфонического оркестра «Bel’Arte». Дирижёр Ричард Боудгарам. | Это была любимая ария В. Слипака. Отсюда позывной «Миф» на передовой. Продолжительность: 2:26 мин. |
| 2012 год               | Лепорелло, слуга Дон-Жуана. «Дон Жуан». Вольфганг Амадей Моцарт                                         | В сопровождении симфонического оркестра «Bel’Arte». Дирижёр Ричард Боудгарам. | Продолжительность: 6:19 мин. |
| 2012 год               | Дон Жуан, «Дон Жуан». Вольфганг Амадей Моцарт                                                           | Адаптированный вариант для юного зрителя. Автор: Франсис Николас. | Культурно-художественный проект компании «Ниагара» (Франция). Продолжительность: 29:16 мин. |
| 18 июля 2013 года      | Mentre gonfiarsi l’anima. Концерт «Верди-Гала»                                                          | В сопровождении камерного оркестра «Новая Европа». Дирижёр Николас Краузе. | Во дворце герцогов Бургундских г. Дижона (Франция). Продолжительность: 6:47 мин. |
| 18 июля 2013 года      | «Libiamo». Концерт «Верди-Гала»                                                                         | В сопровождении камерного оркестра «Новая Европа». Дирижёр Николас Краузе. | Во дворце герцогов Бургундских г. Дижона (Франция). Продолжительность: 3:09 мин. |
| 29 сентября 2013 года  | Князь Игорь, «Князь Игорь». Александр Бородин                                                           | 5-й биеннале Музыкальные встречи на Луаре (Франция). | Во дворце герцогов Бургундских г. Дижона (Франция). Продолжительность: 6:47 мин. |
| 6 марта 2014 года      | Гремин, «Евгений Онегин». Пётр Чайковский                                                               | Концерт франко-российской дружбы. | В Российском центре науки и культуры в Париже (Франция). Продолжительность: 5:57 мин. |
| 6 марта 2014 года      | Алеко, «Алеко». Сергей Рахманинов                                                                       | Концерт франко-российской дружбы. | В Российском центре науки и культуры в Париже (Франция). Магали Альбертини (фортепиано). Продолжительность: 5:37 мин. |
| 9 марта 2014 года      | «Ой зійшла зоря» (укр.) (Почаевская дума). Обработка слов — О. Грама, обработка мелодии — Н. Леонтович. | Концерт посвящённый Дню рождения Т. Г. Шевченко. Париж. 09.03.14. | В соборе святого Владимира в Париже (Франция). Автор: Леся Микитин. Продолжительность: 4:46 мин. |
| 20-21 марта 2014 года  | «Мессия». Георг Фридрих Гендель                                                                         | В сопровождении 200 хористов и камерного оркестра «Новая Европа». Дирижёр Николас Краузе. | Исполнение в церквях городов Сен-Перре, Сен-Жермен (Франция). Продолжительность: 3:25 мин. |
| 10 мая 2014 года       | «Mentre gonfiarsi l’anima» из оперы «Аттила» Джузеппе Верди.                                            | В сопровождении хора г. Монружа (Франция) и камерного оркестра «Новая Европа». Дирижёр Николас Краузе. | Исполнение в зале колокольни г. Монружа, которая является культурным центром и Салоном современного искусства г. Монружа (Франция). Продолжительность: 6:47 мин.The Wassyl Slipak Foundation |
| 27 июня 2014 года      | «Щаслива будь» (укр.) муз. В. Барвинского, сл. Б. Лепкого.                                              | Концертмейстер — Ирина Рябчун. | Украинский культурно-информационный центр. Париж (Франция). Продолжительность: 2:53 мин. |
| 4 ноября 2014 года     | Базилио, ария «La calunnia è un venticello», «Севильский цирюльник». Джоаккино Россини                  | В ЮНЕСКО, Париж (Франция). В сопровождении симфонического оркестра. | Гала-концерт памяти Бориса Христова. Париж (Франция). Продолжительность: 4:22 мин.. Продолжительность: 1:25:24 мин. |
| 4 ноября 2014 года     | Мефистофель (куплеты), «Фауст». Шарль Гуно                                                              | В ЮНЕСКО, Париж (Франция). В сопровождении симфонического оркестра. | Гала-концерт памяти Бориса Христова. Париж (Франция). Продолжительность: 2:15 мин.. Продолжительность: 1:25:24 мин. |
| 14 июля 2015 года      | Благотворительный концерт в Париже.                                                                     | Концертмейстер — | Автор: Владимир Шпинёв. Продолжительность: 1:16 мин. . Продолжительность: 22:15 мин.. Продолжительность: 14:06 мин. |
| 2016 года              | «Два кольоры» (укр.), А. Билаш, Д. Павличко.                                                            | Ярмарка в Украинском культурном центре в Париже. | Земной поклон тебе казак, и вечная память! Продолжительность: 3:35 мин. |

### Аудиозаписи
- серенады Мефистофеля[65]
- «Пьеєро мертвопетлюе». Камерная кантата.[66]
- «Пьеєро мертвопетлюе». Камерная кантата.[67]
- Мессия (оратория) Георга Фридриха Генделя[68]
- ария Мефистофеля из оперы «Фауст» Шарля Гуно[68]
- ария Лепорелло из оперы «Дон Жуан» Вольфганга Амадея Моцарта[68]

## Память
- 29 июня 2016 г. — официальный сайт оперы Королевства Нидерландов.[69] (нид.)
- 29 июня 2016 г. — официальный сайт Львовского оперного театра.[70]
- 29 июня 2016 г. — официальный сайт Министерства культуры Украины.[71]
- Официальный сайт симфонического оркестра «Bel Arte», дирижёр Ричард Боударгам.[72] (фр.)
- 30 июня 2016 г. — официальная страница Международно оперного конкурса «Armel» в Венгрии.[73] (венг.)
- 30 июня 2016 г. — музыкальная театральная компания ARCAL (Франция).[74] (фр.)
- 30 июня 2016 г. — Опера Vilag, официальный сайт.[75] (венг.)
- 9-10 июля 2016 г. — Оперний уикенд оперный уикенд от Международного фестиваля лирического искусства в Экс-ан-Провансе, который в этом году посвящён светлой памяти известного украинского оперного певца Василия Слипака.[76]
- «Миф» — документальный фильм 2018 года о жизни Василия Слипака.

### Фонд Василия Слипака
Международная некоммерческая благотворительная организация, основана 29 июня 2016.
Базой для создания Фонда является собранное вокальное наследие Василия Слипака, которе научно исследуют и хранят в Львовском историческом музее.
Миссия: упорядочить, сохранить и донести до будущих поколений наследие певца, его размышления, его любовь к Украине.
Также одним из важных направлений деятельности является сохранение и развитие культурных ценностей и обеспечение всесторонней благотворительной поддержки.
Инициативные группы: Братислава, Брюссель, Будапешт, Варшава, Вена, Днепр, Каир, Киев, Клермон-Ферран, Краков, Ла-Фретт-сюр-Сен, Лион, Лондон, Львов, Москва, Нью-Йорк, Одесса, Ольбия, Париж, Рабат, Рим, Санкт-Петербург, Торонто.

### Вокальный конкурс имени Василия Слипака
В декабре 2017 года был проведён первый Всеукраинский конкурс молодых вокалистов имени Василия Слипака.

### Музей
Во Львовском историческом музее отдельным экспозиционным комплексом представлены материалы Василия Слипака, певца, солиста Парижской национальной оперы, который с началом боевых действий в Украине, жертвуя своим творческим, материальным и финансовым положением, присоединился к бойцам АТО.

### Памятный знак

Мемориал Василию Слипаку

### Мемориальная доска
14 октября 2016 года торжественно открыли и освятили мраморную мемориальную доску, которая установлена на фасаде здания Львовской специализированной школы № 46 им. В. Черновола, где учился певец. На доске надпись: «Выпускник школы. Певец. Патриот. Воин. Он любил Украину. Он жил для Украины. Он дарил миру свой талант с именем Украины и погиб за Украину. Его смерть — это важное завещание для грядущих поколений, это пример большой силы национального самосознания».

### Выставки
- 8—20 декабря 2016 года[83] в холле Львовской областной филармонии проходила выставка «SILENT MEMORY» («Тихая память»), посвящённая Василию Слипаку, где было представлено 12 полотен с изображением его жизнеописания.[84] Организацией выставки занимался Орест Слипак, брат певца, который отобрал и предоставил фотографии.[85]

### Образ певца в произведениях искусства

#### Портреты
- Юрий Журавель.[86] Портрет Василия Слипака.
- Олег Шупляк.[87] «Печаль» за Василием Слипаком.[88]
- Роман Бончук масштабный художественный проект — карта Украины, составленная из портретов героических фигур. Среди них есть и портрет оперного певца Василия Слипака.[89]
- Александр Македонский. «Высокая нота В. Слипака». Картина в краеведческом музее г. Бахмута.[90]
- Роман Давиденко. Памяті Василия Слипака.[91]
- Влодимир Титов. Портрет Василия Слипака.[92][93]
- Василь Кузьмич. Василий Слипак (графика).[94]

#### Музыкальные произведения
- Пьер Тиллуа — «Последняя кавалькада» (Памяти Василия Слипака).[95][96] Мировая премьера 11.02.2017 г. в Национальной филармонии Украины.[97]

### Флешмобы
- 20 декабря 2016 года друзья и коллеги В.Слипака музыкальным флешмобом почтили его память. На вокзале Сен-Лазар (г. Париж, Франция) в исполнении А.Куконина прозвучали этюды Ф.Шопена 24,12,1; Д. Михалевич — «Мелодия ля-минор» М.Скорика; А.Диденко — «Нет, только тот, кто знал свиданья жажду» П.Чайковского, «Eja mater fons amoris» из кантаты «Стабат Матер» Дж. Перголези, арии из опер «Русалка» А.Дворжака, «Валькирия» Р.Вагнера, «Кармен» Ж.Бизе; А.Малахова — «Sotto voce» А.Гаврилец, сюита № 1 для альта соло, 1 часть Макса Регера.[98]

### Почтовая открытка
- Павел Власенко. Василий Слипак на рождественской открытке. (2017 г., США)[99]

## Награды
- 1994 г. — Гран-при на 10 Международном конкурсе «Гран-При France Telecom» в г. Клермон-Ферране (Франция);[100][101]
- 1994 г. — Гран-при зрительских симпатий на 10 Международном конкурсе «Гран-При France Telecom» в г. Клермон-Ферране (Франция);[101][102]
- 1998 г. — приз «Молодая надежда» на Международном конкурсе в г. Марманде (Франция);[103]
- 15 октября 2011 г. с арией Тореадора из оперы «Кармен» Ж. Бизе стал финалистом Международного оперного конкурса Armel, получил приз «Наилучшее мужское выступление»;[104]
- 19 сентября 2015 г. Филарет (Денисенко) наградил медалью «За жертовність і любов до України»;[105]
- 30 июня 2016 года, посмертно — Орден «За мужество» I ст. — за личное мужество, проявленное при защите государственного суверенитета и территориальной целостности Украины, самоотверженное служение Украинскому народу[106]
- 20 февраля 2017 года, посмертно — звание Герой Украины с вручением ордена «Золотая Звезда» — за исключительное мужество и героизм, проявленные в защите государственного суверенитета и территориальной целостности Украины, самоотверженное служение украинскому народу.[107][108]